# Louis Jacques Senghor
Louis Jacques Senghor (1952-) est un homme politique sénégalais.

## Biographie
Petit-fils de l'ancien président Léopold Sédar Senghor, il est né à Djilor Djidiack, dans la région de Fatick, en 1952. Il a effectué sa scolarité primaire et secondaire dans des établissements privés catholiques de Kaolack, puis a fait ses études d'abord en Europe et ensuite aux États-Unis où il a décroché un Master en ingénierie industrielle. Il est également titulaire d'un Doctorat en théologie et d'une licence de  pilote de lignes privées. 
Louis Jacques Senghor est le président du comité directeur du Mouvement libéral pour le peuple sénégalais (MLPS), un parti qu'il a créé en 1998.
Il figurait parmi les 16 candidats à l'élection présidentielle de 2007 et s'est classé 14e avec 0,24 % des suffrages.
En avril 2007, sous le coup d'un mandat d'arrêt, il s'enfuit en France puis aux États-Unis, où il n'est pas inquiété.